# Лунд (Невада)
Лунд (англ. Lund) — населённый пункт и статистически обособленная местность в округе Уайт-Пайн, штат Невада, США. Расположен в 8 км к югу от города Эли, население по переписи 2010 года — 282 человека.

## История

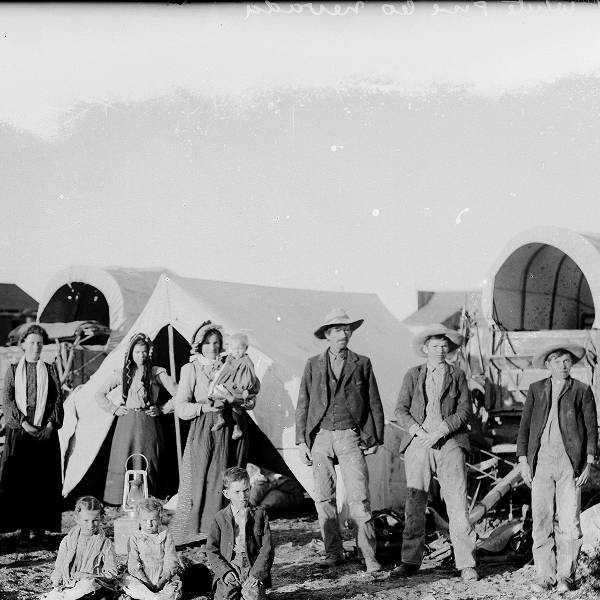
Джозеф Ливитт с семьёй, одни из первых пионеров Лунда

История поселения начинается с конца XIX века, когда в 1887 году по закону Эдмундса-Такера началась конфискация имущества Церкви Иисуса Христа Святых последних дней (англ. The Church of Jesus Christ of Latter-day Saints). Частью имущества, преимущественно скотом, завладели владельцы трёх ранч в Неваде, включая Tom Pain. В 1893 году правительство США объявило об амнистии для многих мормонов, а также возврате их церкви её прежнего имущества, в результате чего, владельцы ранч вынуждены были отдать свою собственность (лошадей, снаряжение и землю около ранчо Tom Pain), как возмещение погибшего или проданного мормонского скота. С колонизации мормонской общиной полученного большого куска земли и возникает Лунд, названный именем одного из первых поселенцев, Энтони Лунда. В здании бывшей ковбойской ночлежки возникла первая школа.
Так как Лунд располагался в более 300 км от любого источника снабжения, первыми домами служили землянки из дёрна, затем здания начали строить из кирпичей, сделанных из соломы, смешанной с водой и глиняной почвой. В 1898 году открылось почтовое отделение, а в 1903 — первая церковь. Важным событием для поселения станет проложенная в 1914 году телефонная линия.
В отличие от многих других населённых пунктов региона, Лунд оставался преимущественно фермерским поселением (англ. ranching town) и его мало затронули проблемы связанные с горнодобывающей промышленностью, он не опустел, как например, расположенный рядом Гамильтон.

## Демография
По переписи 2010 года население Лунда составляло 282 человека, среди них лиц до 18 лет — 16,6 %;от 18 до 64 — 56,03 %; от 65 — 17,38 %
Расовый состав: белые — 94,68 %; индейцы — 2,13 %; азиаты — 0,35 %%; прочие расы — 0,71 %; указавшие две или более расы — 2,13 %. Доля «испаноязычных или латиноамериканцев» составила 3,19 %.